# Grzegorz Szczepaniak
Grzegorz Szczepaniak (ur. 14 stycznia 1947 w Piotrkowie Kujawskim) – wokalista, saksofonista altowy.

## Życiorys
Karierę muzyczną rozpoczął w roku 1963, śpiewając w szczecińskich klubach studenckich. Dwa lata później (1965) zadebiutował na III Szczecińskiej Wiośnie Estradowej. W latach 1966–1969 grał na saksofonie i śpiewał w zespole WAW Sextet w szczecińskim klubie Kontrasty.
Od roku 1969 do 1972 grał na saksofonie altowym w orkiestrze wojskowej w Koszalinie.
Od lutego do czerwca 1972 był wokalistą grupy ABC, z którą nagrał piosenki:
- Asfaltowe łąki (muz. Marian Zimiński, słowa Janusz Kondratowicz)
- Za majem maj (muz. Marian Zimiński)
- Idzie wiosna już (muz. Mirosław Męczyński)
- Ballada o idealnym człowieku (muz. Marian Zimiński)

Współpraca z managerem Bolesławem Krasuckim (od września 1972) zaowocowała cyklem koncertów na krajowych estradach, a także występem w sylwestrowym programie telewizyjnym z piosenką Słońca wysokie drzwi z towarzyszeniem Alibabek (był to cover piosenki Mother And Child Reunion Paula Simona z polskim tekstem Bogdana Chorążuka).
Na początku 1973 wyjechał do Szwecji, a w 2013 powrócił do Polski.